# Михаляны (район Требишов)
Ми́халяны (словац. Michaľany) — деревня и община в районе Требишов Кошицкого края Словакии.

## История
В исторических документах деревня впервые упоминается в 1273 году.

## География
Община расположена на высоте 131 м над уровнем моря и занимает площадь 8,152 км².

## Население
| Год:                | 1994 | 2004    | 2014     | 2024     |
| ------------------- | ---- | ------- | -------- | -------- |
| Количество человек: | 1721 | 1755    | 1946     | 1735     |
| Разница:            |      | +1,97 % | +10,88 % | −10,84 % |

В Михалянах проживают около 1750 человек. 95 % населения — словаки, 3 % — цыгане, 2 % — венгры.